# باز خرچنگ‌خوار حنایی
باز خرچنگ‌خوار حنایی (نام علمی: Buteogallus aequinoctialis) نام یک گونه از سرده سارگپه‌های خروسی است.